# Иганино (Прокопьевский район)
Иганино — село в Прокопьевском районе Кемеровской области. Входит в состав Михайловского сельского поселения. Находится в 7 км от г. Киселевска. Через посёлок в 2015 году проложена асфальтобетонная дорога г. Киселевск (район Красный Камень) - с. Михайловка.

## География
Центральная часть населённого пункта расположена на высоте 370 метров над уровнем моря.

## Население
По данным Всероссийской переписи населения 2010 года, в селе Иганино проживает 124 человека (63 мужчины, 61 женщина).